# Jens Nygaard Knudsen
Jens Nygaard Knudsen (1942. január 25. – Hvide Sande, 2020. február 19.) dán játéktervező, a LEGO-figurák, valamint a kastélyos és űrhajós LEGO-játékok fejlesztője.

## Életpályája
1968–2000 között dolgozott a Legónál, a figurák mellett ő fejlesztette a kastélyos és az űrkészleteket is.